# Budynek bursy gimnazjalnej w Starogardzie Gdańskim
Budynek bursy gimnazjalnej – zabytkowa budowla, znajdująca się przy ul. gen. Sikorskiego 26 w Starogardzie Gdańskim.

## Historia
Budynek wzniesiono na przełomie XIX i XX wieku, służył jako bursa okolicznego gimnazjum. Otwarcie miało miejsce w 1928 roku, w uroczystościach uczestniczył prezydent Ignacy Mościcki. Bursa przedstawiana była m.in. na pocztówkach z lat 30. XX wieku. Przed 2009 rokiem w budynku mieścił się internat I Liceum Ogólnokształcącego. Według stanu na rok 2019 w budynku mieści się siedziba Ogniska Pracy Pozaszkolnej.